# We Will Take You With Us
We Will Take You With Us es el título del primer DVD realizado por la banda neerlandesa de metal sinfónico, Epica, lanzado en septiembre del 2004. 
El DVD sólo contiene material que ya había sido lanzado en el álbum debut del grupo, The Phantom Agony, exceptuando «Memory», que es una versión del musical Cats. «Feint» y «Run for a Fall» son versiones acústicas grabadas en «2 Meter Sessies», un programa neerlandés en vivo de música. El título de este lanzamiento fue tomado de la letra de «Façade of Reality».
El resultado de este disco no es en vivo, puede notarse que el baterista en varias tomas del DVD no está tocando lo que suena en la canción (ej: min 12:06 al 12:09).Sin embargo el trabajo de montaje es perfecto, lo cual crea una atmósfera de sesión .

## Lista de canciones
| N.º   | Título                                                 | Escritor(es)                      | Duración |  |
| 1.    | «Façade of Reality (The Embrace That Smothers, Pt. 5)» | Jansen, Simons, Sluijter          | 8:15     |  |
| 2.    | «Sensorium»                                            | Jansen, Janssen, Simons, Sluijter | 4:54     |  |
| 3.    | «Illusive Consensus»                                   | Jansen, Janssen, Simons, Sluijter | 5:04     |  |
| 4.    | «Cry for the Moon (The Embrace That Smothers, Pt. 4)»  | Jansen, Simons, Sluijter          | 6:45     |  |
| 5.    | «The Phantom Agony»                                    | Huts, Jansen, Sluijter            | 9:02     |  |
| 6.    | «Seif Al Din (The Embrace That Smothers, Pt. 6)»       | Jansen, Sluijter                  | 5:52     |  |
| 7.    | «Feint»                                                | Jansen, Janssen, Simons, Sluijter | 4:41     |  |
| 8.    | «Run for a Fall»                                       | Jansen, Janssen, Simons, Sluijter | 4:46     |  |
| 9.    | «Memory» (de Cats)                                     | Eloit, Webber                     | 4:37     |  |
| 10.   | «Falsches Spiel (Run for a Fall)»                      | Jansen, Janssen, Simons, Sluijter |          |  |
| 53:56 |                                                        |                                   |          |  |

Extra
1. Making of 2 Meter Sessies
2. Music Videos
3. Making of Music Videos
4. The voices of The Phantom Agony
5. Slideshow

## Miembros
- Simone Simons - Voz
- Mark Jansen - Guitarra, Voces guturales
- Ad Sluijter - Guitarra
- Yves Huts - Bajo
- Coen Janssen - Piano & Synths
- Jeroen Simons - Batería
- Amanda Somerville - Coros

- Datos: Q2489711